# Глицеральдегид
Глицеральдегид (глицераль, глицериновый альдегид, глицероза, 2,3-дигидроксипропаналь) — моносахарид из группы триоз с эмпирической формулой {\displaystyle {\ce {C3H6O3}}}, принадлежит к альдозам. Является простейшим представителем альдосахаров (альдоз) и единственным сахаром из группы альдотриоз.

## Строение молекулы
Глицеральдегид изомерен дигидроксиацетону, отличаясь от него наличием альдегидной группы вместо кетонной.
Так как глицеральдегид имеет хиральный центр (асимметричный атом углерода {\displaystyle {\ce {C2}}}) то, следовательно, он существует в виде двух энантиомеров с противоположным оптическим вращением: D- (R- или +) и L-(S- или -) стереоизомеров, а также рацемата (эквимолярной смеси энантиомеров).
Структура глицеральдегида служит основой для номенклатуры оптических изомеров углеводов.
|                       | D-глицеральдегид (R)-глицеральдегид (+)-глицеральдегид | L-глицеральдегид (S)-глицеральдегид (−)-глицеральдегид |
| Проекция Фишера       | D-глицеральдегид                                       | L-глицеральдегид                                       |
| Скелетная формула     | D-глицеральдегид                                       | L-глицеральдегид                                       |
| Шаростержневая модель | D-глицеральдегид                                       | L-глицеральдегид                                       |

Циклическая форма для глицеральдегида отсутствует.
В живых организмах содержатся исключительно производные D-глицеральдегида.

## Физические и химические свойства
D- и L-глицеральдегид представляет собой сладкое бесцветное кристаллическое вещество, хорошо растворимое в воде (с образованием вязкого сиропа), малорастворимое в этаноле и диэтиловом эфире, нерастворим в неполярных растворителях. Водный раствор глицеральдегида обладает оптической активностью (вращает плоскость поляризации).
Рацемат глицеральдегид существует в кристаллическом состоянии в виде циклического димера — полуацеталя, который при растворении в воде диссоциирует с образованием раствора мономера (D- и L-энантиомеров).
В кислой среде глицеральдегид через ендиольную форму изомеризуется в дигидроксиацетон. В биохимических реакциях взаимопревращения глицеральдегида и дигидроксиацетона катализирует фермент триозофосфатизомераза. В щелочной среде глицеральдегид конденсируется с образованием смеси гексоз, при взаимодействии с дигидроксиацетоном образует гексулозы. С фенилгидразином легко образует озазоны.
При восстановлении глицеральдегида боргидридами или алюмогидридами щелочных металлов (натрия, лития, калия) образуется трехатомный спирт глицерин или глицерол (пропан-1,2,3-триол), образующийся также при восстановлении дигидроксиацетона.
При мягком окислении глицеральдегида образуется глицериновая кислота (2,3-дигидроксипропановая кислота).

## Биологическая роль, получение и применение
Глицеральдегид, в виде глицеральдегид-3-фосфата (глицераль-3-фосфата) является ключевым интермедиатом метаболизма гексоз во многих биохимических процессах: гликолиз, глюконеогенез, фотосинтез.
В ходе гликолиза глицеральдегид-3-фосфат катаболизируется с образованием пировиноградной кислоты при аэробном гликолизе, либо молочной кислоты при анаэробном гликолизе.
В лабораторных условиях рацемат глицеральдегида может быть получен химически путём при:
- мягком окисления глицерина пероксидом водорода в присутствии диоксида марганца как катализатора (при этом также образуется дигидроксиацетон);
- окислением акролеина пероксокислотами (например, надбензойной кислотой);
- окислением ацеталя акролеина перманганатом калия в щелочной среде (с последующим омылением ацеталя глицераля).

Энантиомеры глицеральдегида синтезируют окислением соответствующих моносахаридов:
- L-(-)-изомер — окислением L-сорбозы;
- D-(+)-изомер — окислением D-фруктозы или D-маннита.

Глицеральдегид находит ограниченное применение для синтеза других сахаров.